# (33304) 1998 KH50
1998 KH50 (asteroide 33304) é um asteroide da cintura principal. Possui uma excentricidade de 0.03767060 e uma inclinação de 11.64662º.
Este asteroide foi descoberto no dia 23 de maio de 1998 por LINEAR em Socorro.